# Zhuang Yong
Zhuang Yong, född 10 augusti 1972 i Shanghai, är en kinesisk före detta simmare.
Hon blev olympisk guldmedaljör på 100 meter frisim vid sommarspelen 1992 i Barcelona.